# انتخابات الرئاسة البرتغالية 1958
انتخابات الرئاسة البرتغالية 1958 هي الانتخابات الرئاسية التي جرت في 8 يونيو 1958، لانتخاب رئيس البرتغال، فاز بالانتخابات أمريكو توماس.